# Estêvão (emissário de Pedro I)
Estêvão (em grego medieval: Στέφανος; romaniz.: Stéphanos) foi um oficial búlgaro do século IX, ativo durante o reinado do czar Pedro I (r. 927–969).

## Vida

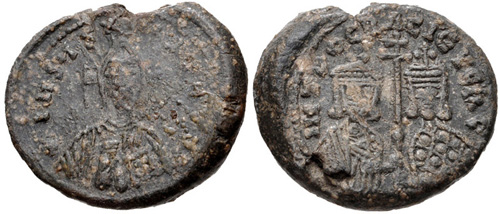
Selo do imperador r. com Irene Lecapena r.

Estêvão talvez pode ser associado ao parente homônimo do czar Simeão I (r. 893–927). Ele aparece pela primeira vez após a morte de Simeão em 927. Na ocasião, Pedro I e Jorge Sursúbulo enviaram Calóciris para Constantinopla para propor um tratado de paz e uma aliança de casamento e o imperador Romano I (r. 920–944) respondeu enviando Teodósio Abuces e Constantino, o Ródio para Mesembria para negociar com os búlgaros. Depois, quando os emissários retornaram a Constantinopla, Estêvão foi junto deles à capital para formalizar o acordo.